# 大浦川 (南さつま市)
大浦川（おおうらがわ）は、鹿児島県南さつま市大浦町を南から北に流れ、東シナ海に注ぐ二級河川である。
おもな支流に、仲組川・塘川・福元川・大王川・榊川がある。河口部は日本の重要湿地500に選定されており、付近には干拓地が広がる。
国営大浦干拓事業に伴い1942年から下流部の河道改修が行われ、1965年に完成した。1970年から仲組川局部改良事業が行われ、1988年に完工した。
流域はいくたびか水害に見舞われてきた。2000年6月25日の洪水では、連続雨量334mm・最大時間雨量102mmが記録され、床上浸水26戸・床下浸水216戸・浸水面積240ヘクタールもの被害を受けた。